# Jan Godefrides Welsman
Jan Godefrides Welsman (Amsterdam, juli 1750 – Nieuwer-Amstel, 3 oktober 1802) was een politicus ten tijde van de Bataafse Republiek.

## Familie
Welsman werd op 24 juli 1750 gedoopt in de Lutherse kerk in Amsterdam als zoon van Jan Harmen Welsman en Christina van Elen/Eelle. Hij trouwde in 1773 met Anna Elisabeth Schalk.

## Loopbaan
Welsman was koopman in Rotterdam. Vanaf 1797 had hij zitting in de elkaar opvolgende landelijke wetgevende colleges; hij was lid van de Tweede Nationale Vergadering (1797-1798), lid van de Constituerende Vergadering (1798) en lid van de Tweede Kamer (1798) en Eerste Kamer (1798-1801) van het Vertegenwoordigend Lichaam.
Hij overleed in 1802, op 52-jarige leeftijd, en werd begraven in Amsterdam.